# Éditions Fardin
 (avril 2023).
Éditions Fardin est une maison d’édition généraliste fondée à Port-au-Prince au début des années 1960.

## Historique
Fondée en 1964 en pleine dictature à Port-au-Prince, la société Éditions Fardin figure parmi les plus anciennes structures éditoriales haïtiennes du 20e siècle. Elles sont l'œuvre de Dieudonné Fardin,, essayiste, journaliste, enseignant et homme de lettres haïtien.    
Au tout début, la maison d'édition mène une politique éditoriale axée surtout sur la publication de textes classiques. Dans un premier temps, elles sont installées à la ruelle Vaillant, à quelques périmètres du centre commerciale de Port-au-Prince. Peu après, elles sont logées à Fontamara, une banlieue au sud de la capitale.
En 1991, à la suite du coup d’État militaire contre le président Jean-Bertrand Aristide, les locaux de la maison d'édition sont saccagés par des individus.

## Des années 2000 à aujourd'hui
En 2004, Les Éditions Fardin lancent la Collection du Bicentenaire qui reprend des textes phares de la littérature classique. Elles publient et rééditent des ouvrages rares allant de l’histoire à la littérature, la sociologie et la politique. Elles rééditent aussi des fondamentaux de la littérature caribéenne.
Parmi les textes rares publiés, on trouve : Le manuscrit de mon ami de Fernand Hibbert, Propos d'Histoire d'Haïti de Léon Rulx, Les théoriciens au pouvoir et La misère au sein des richesses de Demesvar Delorme, Les lettres de Saint-Thomas et L’effort dans le mal d’Anténor Firmin, Le paysan haïtien de Paul Moral, Les Jacobins noirs : Toussaint Louverture et la révolution de Saint-Domingue de C.L.R James, La République d'Haïti et ses visiteurs de Louis-Joseph Janvier, Histoire de Toussaint Louverture de Horace Pauléus Sanon et Peau noire, masques blancs de Frantz Fanon.
En 2018, la maison d'édition et son fondateur sont invités d'honneur à Livres en folie,.

## Quelques auteurs des Éditions Fardin
Les Éditions Fardin ont notamment publié :
- Théodore Achille
- Stéphen Alexis
- Jacques Stephen Alexis
- Dantès Bellegarde
- Jean-Baptiste Cinéas
- Edner Brutus
- Pierre Clitandre
- Marie-Thérèse Colimon Hall
- Pierre Faubert
- Jean-Claude Fignolé
- Frankétienne
- Yanick Jean
- Serge Joachim
- Aubelin Jolicoeur
- Jean Price-Mars
- Émile Célestin-Mégie
- Solon Ménos
- Jeanne Philippe
- René Philoctète
- Jacques Roumain
- Edris Saint-Amand
- Pétion Savain
- Madeleine Sylvain-Bouchereau
- Henock Trouillot
- Duraciné Vaval

Elles ont également publié des auteurs classiques des XIXe et débuts du XXe siècles.
- Beaubrun Ardouin
- Massillon Coicou
- Fernand Hibbert
- Antoine Innocent
- Léon Laleau
- Anthony Lespès
- Justin Lhérisson
- Thomas Madiou
- Frédéric Marcelin
- Georges Sylvain
- Boisrond Tonnerre
- Cléante Valcin